# Musculus cultellus
Musculus cultellus är en musselart som först beskrevs av Deshayer 1839.  Musculus cultellus ingår i släktet Musculus och familjen blåmusslor. Inga underarter finns listade i Catalogue of Life.